# Ащилисайський сільський округ
Ащилиса́йський сільський округ (каз. Ащылысай ауылдық округі, рос. Ащилысайский сельский округ) — адміністративна одиниця у складі Каргалинського району Актюбінської області Казахстану. Адміністративний центр — село Ащилисай.
Населення — 1277 осіб (2021; 1691 у 2009, 2111 у 1999, 3039 у 1989).
Станом на 1989 рік існували Ащилісайська сільська рада (села Бугумбай, Григор'євка, Лушниковка, Преображеновка, Приозерне) та Краснополянська сільська рада (село Анастасьєвка). 1997 року до складу сільського округу була приєднана територія ліквідованого Краснополянського сільського округу (село Бозтобе).

## Склад
До складу округу входять такі населені пункти:
| Населений пункт      | Колишні назви | Населення, осіб (1989) | Населення, осіб (1999) | Населення, осіб (2009) | Населення, осіб (2021) |
| -------------------- | ------------- | ---------------------- | ---------------------- | ---------------------- | ---------------------- |
| Акколь, село         | Приозерне     | 223                    | 390                    | 255                    | 146                    |
| Ащилисай, село       | Григор'євка   | 1446                   | 1102                   | 931                    | 784                    |
| Бозтобе, село        | Анастасьєвка  | 654                    | 399                    | 350                    | 254                    |
| Бугумбай, село       | -             | 295                    | -                      | -                      | -                      |
| Лушниковка, село     | -             | 67                     | -                      | -                      | -                      |
| Преображеновка, село | -             | 354                    | 220                    | 155                    | 93                     |